# Cifas (banda musical)
Cifas es una banda musical formada en 2013 y compuesta por los hermanos Cifa; César, Sergio y Diego, tres compositores venezolanos y músicos de formación, cuyo estilo musical varía entre el pop, reguetón, y balada. 
Han compartido escenario con Guaco, La Melodía Perfecta, Sixto Rein, Omar Acedo, Kiara, entre otros. A finales de 2022, luego del estreno de su primer EP titulado Lobby, lograron ser reconocidos como Agrupación Juvenil Revelación del Año por los Premios Mara de Oro.

## Miembros
- César Álvaro Cifa Compositor, Vocalista, compositor principal, toca piano, violonchelo y batería.

- Sergio Daniel Cifa Guitarrista principal de Cifas, toca violín y bajo.

- Diego Alejandro Cifa Baterista de Cifas, es percusionista completo y compositor.

## Carrera musical
Cifa es un apellido italiano, por ende, los hermanos acordaron llamarse Cifas, plural de su apellido. Sus inicios fueron en la orquesta sinfónica de Anzoátegui, donde César aprendió a tocar chelo, Sergio prefirió el violín y Diego optó por la percusión. En el año 2012, empezaron a ver otras clases particulares en escuelas de música. Fue en el 2013 cuando se fusionaron como grupo.
Los integrantes de la banda Cifas, desde pequeños fueron formados musicalmente en Sistema Nacional de Orquestas y Coros Juveniles e Infantiles de Venezuela. Cada uno funge con una función dentro del grupo, donde César es cantautor y pianista, Sergio es arreglista y toca la guitarra, y Diego ejerce como compositor y percusionista. 
En 2017, estrenaron su primera composición musical, «Déjame decirte», a lo que siguieron en «Mi niña linda» y «Tienes mi atención». Desde 2020, los lanzamientos serían más constantes, entre los cuales estuvieron lo sencillos «No hay vida», «14F» y «En Silencio», canciones que tuvieron un gran recibimiento en las emisoras radiales de Venezuela.
Un poco más tarde, en el año 2022 lanzaron Lobby, su primer proyecto musical comprendido por 5 canciones en diversos géneros como pop, retro, jazz, hip hop y reguetón. «Retro», «Típico», «Chilling», «Perdóname» y «Si la pasamos bien» son los nombres del EP, bajo la composición de César Cifa. Además, Diego el menor de los hermanos, se estrenó como compositor en las letras de «Chilling» y Sergio estuvo presente en los arreglos musicales para agregar el sello Cifas.

## Discografía

### Álbumes
- Lobby EP (2022)

### Sencillos
- «Déjame decirte» (2017)
- «Mi niña linda» (2018)
- «Tienes mi atención» (2019)
- «No hay vida» (2020)
- «En silencio» (2020)
- «14 F» (2021)

## Premios y nominaciones
| Año  | Trabajo nominado | Premio                    | Categoría                             | Resultado |
| ---- | ---------------- | ------------------------- | ------------------------------------- | --------- |
| 2023 | Cifas            | Mara de Oro Internacional | Banda o agrupación revelación del año | Ganadores |